# Taureau Osborne

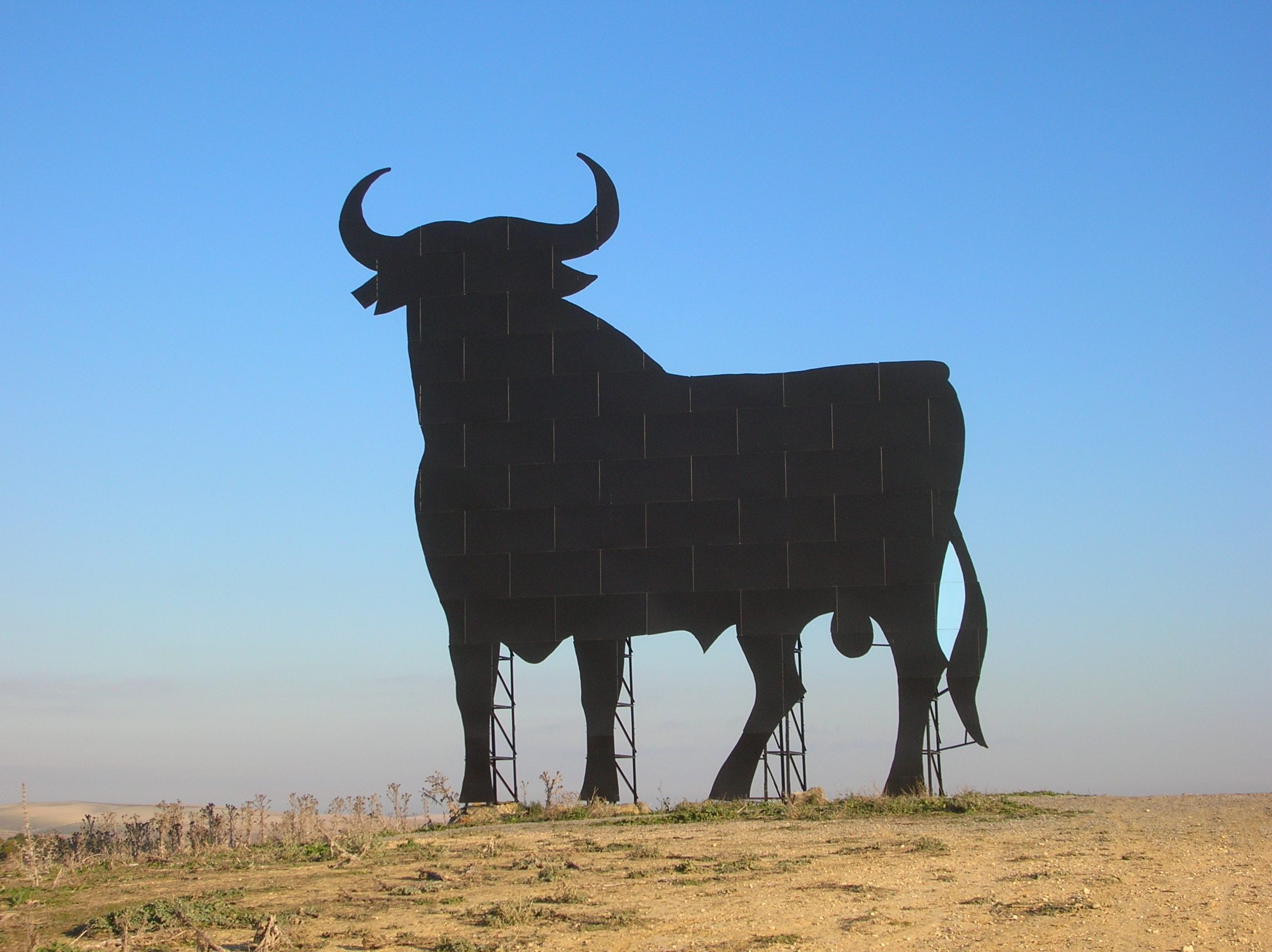
Taureau Osborne près de Las Cabezas de San Juan.

Le taureau Osborne est une énorme silhouette de taureau, conçue à l'origine comme panneau publicitaire par le groupe Osborne. On le trouve sur tout le territoire espagnol, à des endroits stratégiques, le long de routes très fréquentées, souvent sur des collines pour que sa silhouette se découpe sur le ciel et soit vue de loin.
Sa fonction première était de promouvoir le brandy Veterano du groupe Osborne. Aujourd'hui cette silhouette est devenue l'un des symboles les plus connus de l'Espagne.
Des taureaux similaires, également du groupe Osborne mais portant le nom du brandy Magno, existent sur les routes mexicaines.

## Chronologie
- 1956 : l'agence publicitaire Azor est mandatée par le groupe Osborne pour réaliser un symbole qui servira à représenter le brandy Veterano sur les panneaux publicitaires routiers. L'artiste Manolo Prieto, collaborateur de cette agence, propose la silhouette de taureau qui a été conservée jusqu'à aujourd'hui.
- 1958 : en novembre commence l'installation des premiers panneaux, alors en bois. Ils ont en moyenne 4 mètres de haut et sont peints en noir. Seules les cornes et le nom de la marque apparaissent en blanc.
- 1961 : les panneaux en bois résistant mal aux conditions météorologiques, on passe du bois au métal. Leur taille augmente et atteint jusqu'à 7 mètres de haut.
- 1962 : à la suite de la modification des lois sur la publicité, des taureaux Osborne de près de 14 mètres de haut sont installés.
- 1988 : en juillet, un changement dans la réglementation routière interdit la publicité au bord des routes en dehors des localités. Le nom de la marque disparaît, mais les taureaux restent.
- 1994 : en septembre est publié un règlement général des routes espagnoles qui ordonne le retrait de tous les taureaux Osborne. De nombreuses communautés autonomes, municipalités, associations culturelles ainsi que des artistes, des journalistes et des personnalités du monde politique se prononcent alors en faveur de leur maintien. L'Andalousie enregistre le taureau Osborne comme « bien culturel » et la communauté forale de Navarre établit une loi forale pour le conserver sur son territoire.
- 1997 : en décembre le Tribunal suprême d'Espagne rend son verdict en faveur du maintien des taureaux Osborne en raison de leur « intérêt esthétique et culturel ».

## Le taureau Osborne comme figure politique
À partir de 1998, le taureau Osborne cesse d'être un symbole strictement commercial. Bien qu'il ne soit pas officiellement un symbole de l'identité espagnole, les nationalistes catalans décident de le boycotter et abattent le seul taureau Osborne situé en Catalogne, à El Bruc. Il est alors remis sur pied avant d'être à nouveau abattu en août 2007 par un groupe indépendantiste appelé Hermandad catalana La Bandera Negra.
De manière analogue, et par caricature, certains nationalistes catalans ont adopté comme symbole propre l'âne catalan.

## Distribution

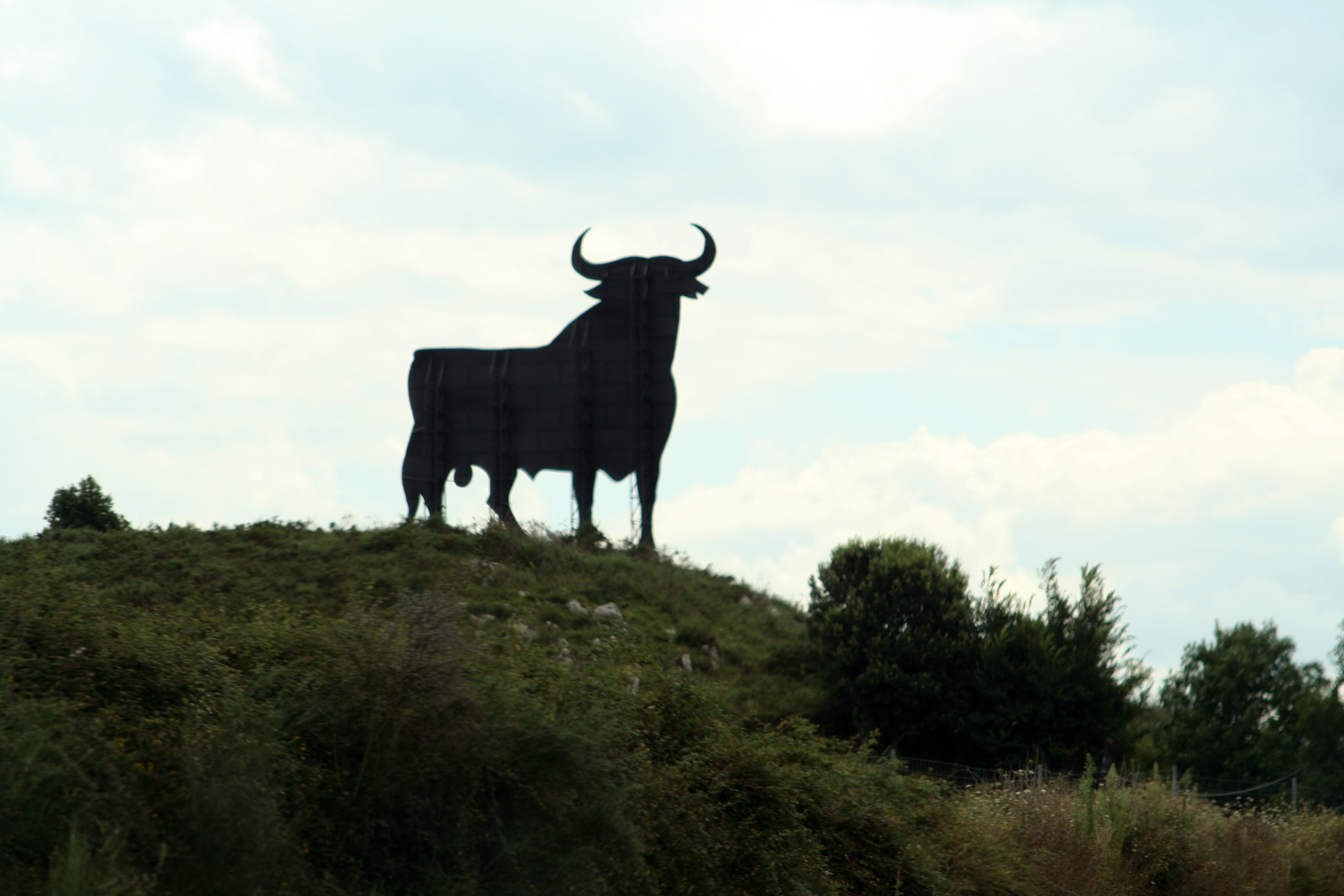
Taureau Osborne près de Llanes.

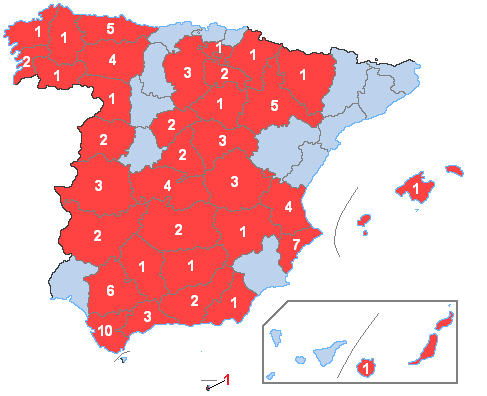
Taureau Osborne par province

Actuellement, il existe 91 taureaux Osborne en Espagne, distribués de manière très irrégulière. Alors que certaines communautés autonomes n'en ont pas (Cantabrie, Catalogne, Ceuta et la région de Murcie) et d'autres seulement un (îles Baléares, îles Canaries, Melilla, Navarre et Pays basque), l'Andalousie en a vingt-trois.
| Région             | Quantité | Région                 | Quantité |
| ------------------ | -------- | ---------------------- | -------- |
| Andalousie         | 23       | Estrémadure            | 5        |
| Aragón             | 6        | Galice                 | 5        |
| Asturies           | 5        | Communauté de Madrid   | 2        |
| Îles Baléares      | 1        | Melilla                | 1        |
| Îles Canaries      | 1        | Murcie                 | 0        |
| Castille-La Manche | 13       | Navarre                | 1        |
| Castille-et-León   | 14       | La Rioja               | 2        |
| Cantabria          | 0        | Communauté valencienne | 11       |
| Catalogne          | 0        | Pays basque            | 1        |
| Ceuta              | 0        | TOTAL                  | 91       |

## Folklore
Le taureau Osborne, devenu un des symboles les plus connus d'Espagne, se retrouve beaucoup en dehors de la publicité originale: autocollants (qui se mettent généralement à l'arrière des voitures), souvenirs de voyages (T-shirts, casquettes, etc.), cartes postales. Il se voit également en surimpression sur le drapeau espagnol, en lieu et place des armoiries, à l'occasion de rencontres sportives notamment.
Certaines régions espagnoles ont repris le principe en le caricaturant et il n'est pas rare de retrouver les mêmes objets avec la silhouette noire de la vache des nationalistes galiciens, l'âne catalan, le mouton basque ou la vache Tudanca de Cantabrie.

## Au cinéma
- En 1992, le réalisateur Bigas Luna introduit un taureau Osborne (et ses testicules en particulier) dans son film Jambon, jambon.
- En 2003, le réalisateur Gus Van Sant fait porter à un des personnages principaux de son film Elephant un tee-shirt jaune représentant le taureau Osborne.

## Propriété industrielle
Le taureau Osborne reste le logo d'une marque déposée et ne peut pas être utilisé à des fins commerciales sans autorisation préalable du groupe Osborne.
En septembre 2005 un tribunal pénal de Séville a absous plusieurs commerçants accusés d'utilisation illégale du taureau Osborne sur des articles cadeaux. En effet, il a considéré que ces articles étaient destinés à des gens « qui voient en ce taureau un symbole national et non la marque concrète d'une entreprise ». Cependant, ce verdict a été révoqué le 1er janvier 2006 par le tribunal provincial de Séville, ce dernier considérant que la charge culturelle et symbolique que le taureau Osborne a indubitablement ne peut pas prévaloir sur les droits que le groupe Osborne possède sur le logo de la marque.

## La «vache Osborne»
Entre le 8 et le 15 mai 2005, Javier Figueredo, un jeune artiste de Cáceres, avec trois autres personnes non identifiées, a transformé un des taureaux Osborne en vache suisse (vaca suiza) en y peignant des taches blanches et en y fixant des faux pis. Javier Figuerado déclara avoir voulu ainsi réaliser une « œuvre artistique revendicative ».